# Харпластмас
Харківський завод пластичних мас — підприємство хімічної промисловості, засноване 1931.
У 1941–1944 устаткування заводу евакуйовано на Сибір, а споруди зруйновано. Реконструкцію закінчено на початку 1950-их pp.
Харківський завод пластмас нараховує цехи: пресовий, литва, інструментальний та допоміжного виробництва. Основна продукція: деталі машин, верстатів, електротехнічне устаткування та вироби культурно-побутового призначення з термореактивних та термопластичних матеріалів.